# イーストリー (ケニア)
イーストリー, イスリ (Eastleigh, Isli) はケニアのナイロビにある居住区。ナイロビの中央ビジネス地区の東に位置している。ビジネスは盛んであるが、インフラ整備が不十分である。ソマリ人が多く住む。

## 経済

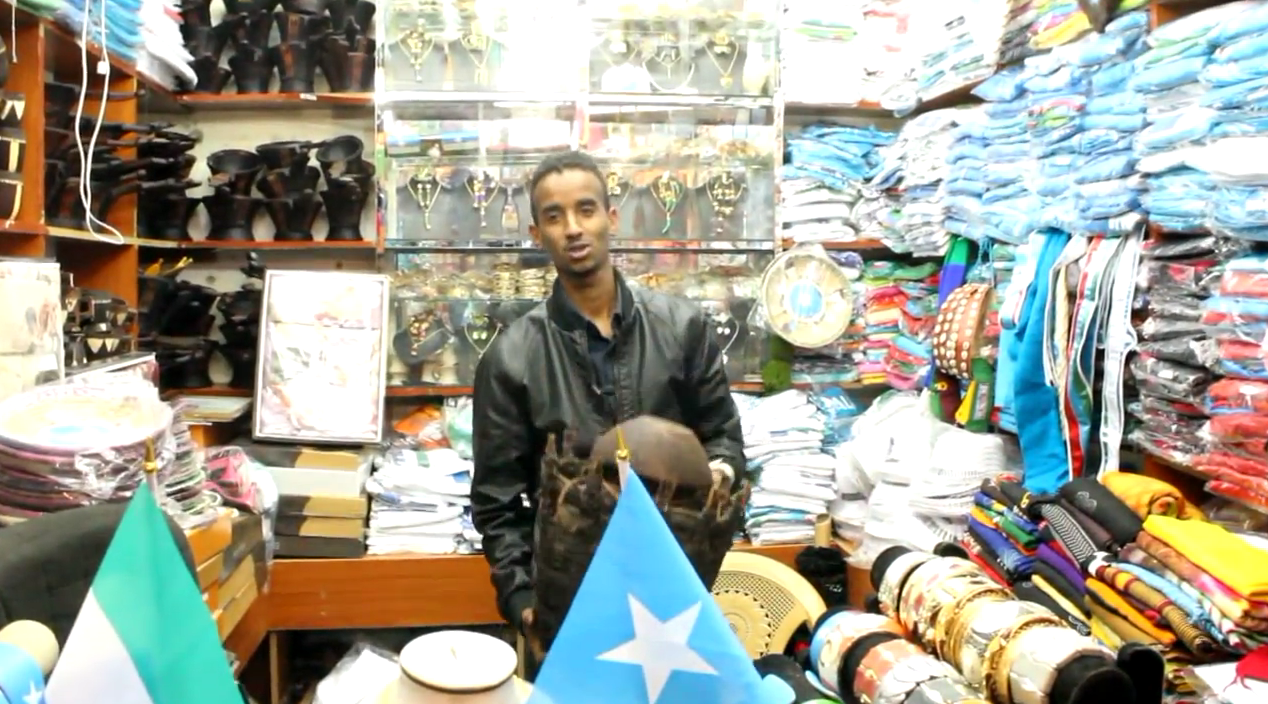
イーストリーのソマリ人による店舗

イーストリーの住民は、少数の先住民を除いて、ほとんどがソマリ人である。郊外の店舗も企業もほとんどがソマリ人の経営である。ソマリ語も各地で見られる。商品は主にモガディシュやドバイから輸入されており、衣料、アンティーク・ジュエリー、ラクダのミルクなどが売られている。2012年後半から、ケニアの警察や一般市民による嫌がらせが相次ぎ、ソマリ人住民の大量流出が報告された。100億から400億ケニア・シリング（約100億から400億円）が銀行から引き出されてソマリアに再投資され、空いた住居や店舗が多数発生した。
ナイロビで消費される覚醒作用がある植物の葉ミラーのほとんどがイーストリーで販売されたものである。

## 歴史

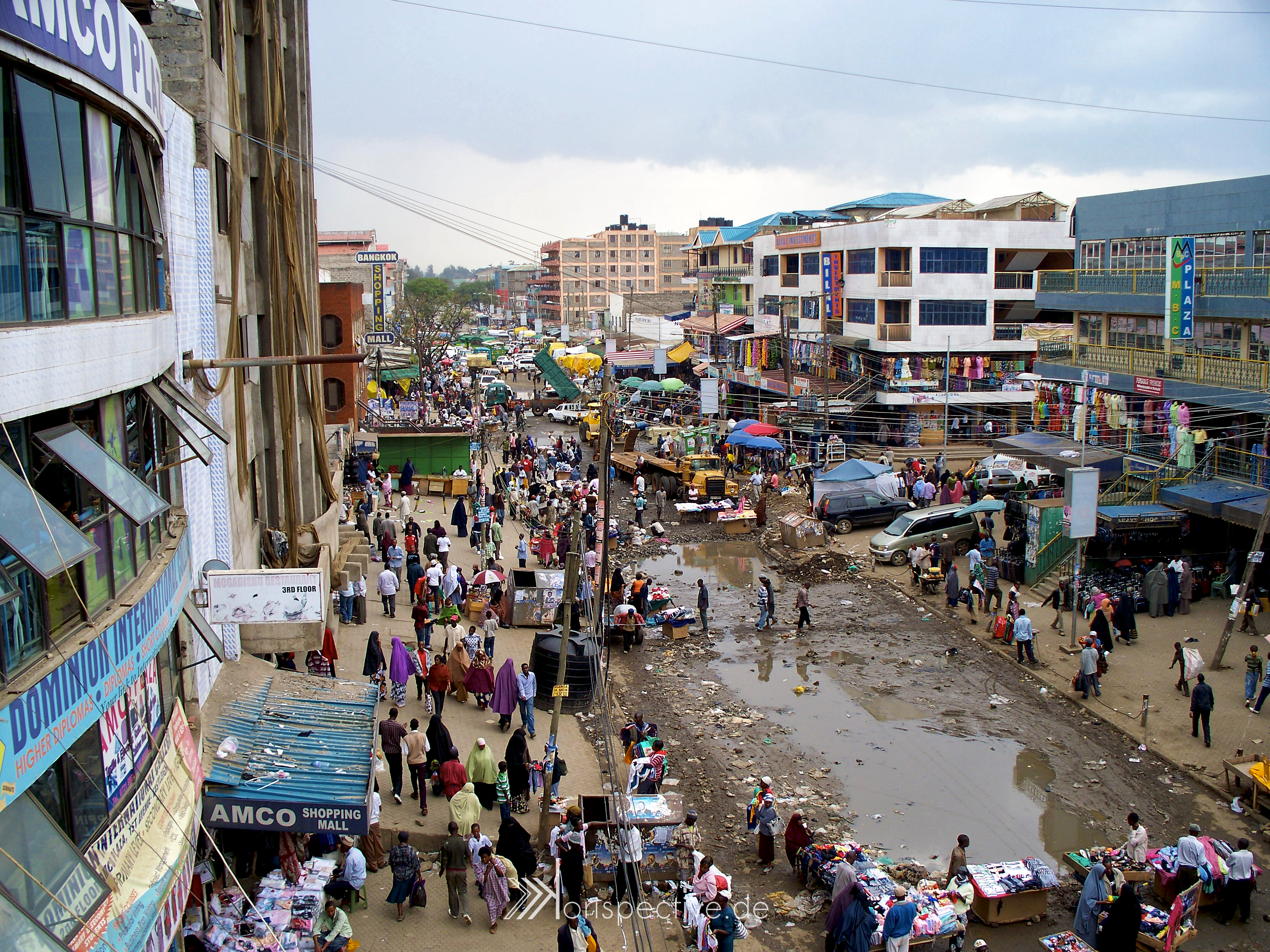
イーストリーの町の様子 (2007年)

20世紀の初め、ナイロビはヨーロッパ人居住区、ビジネス街とそれ以外の地域がはっきり分かれていた。ソマリ人は街の郊外の4つの村に住んでいた。ソマリ人村で天然痘が発生するなどしたため、ケニア植民地の政府はたびたびソマリ人居住区を移動させ、1921年にプンワニに居住させた。
同じ1921年にイーストリーはインド人居住区として設置された。しかし当時のインド人居留者はかなり豊かだったので、インフラが不十分なイーストリーに住みたがらなかった。一方でプンワニの人口は膨れ上がり、ソマリ人はイーストリーにも住むようになった。
2012年以降、イーストリーでたびたび爆弾テロが発生しており、死傷者も出ている。これはケニア軍がソマリア政府に協力してソマリア南部のイスラーム武装勢力アル・シャバブの攻撃に参加したことに対する報復とみられている。
イーストリーは東アフリカ最大の市場の一つにまで成長した。そのため、2018年には家賃の高騰が報道されている。
2021年3月、「イーストリー道路」がケニアの政治家モハメド・ユスフ・ハジの名を取って「モハメド・ユスフ・ハジ・アベニュー」と改名された。
2021年6月、イーストリーで人身売買された1000人以上のウガンダの少女が発見され、保護された。

## 軍事
モイ空軍基地はイーストリーの東にある軍の空港。1935年にイギリス軍の基地として作られ、1945年から1958年までは民用の国際空港としても使われ、その時は「イーストリー空港」とも呼ばれた。1958年にエンバカシ空港（現在のジョモ・ケニヤッタ国際空港）ができたため、再び軍専用となった。

## 著名な住民・出身者

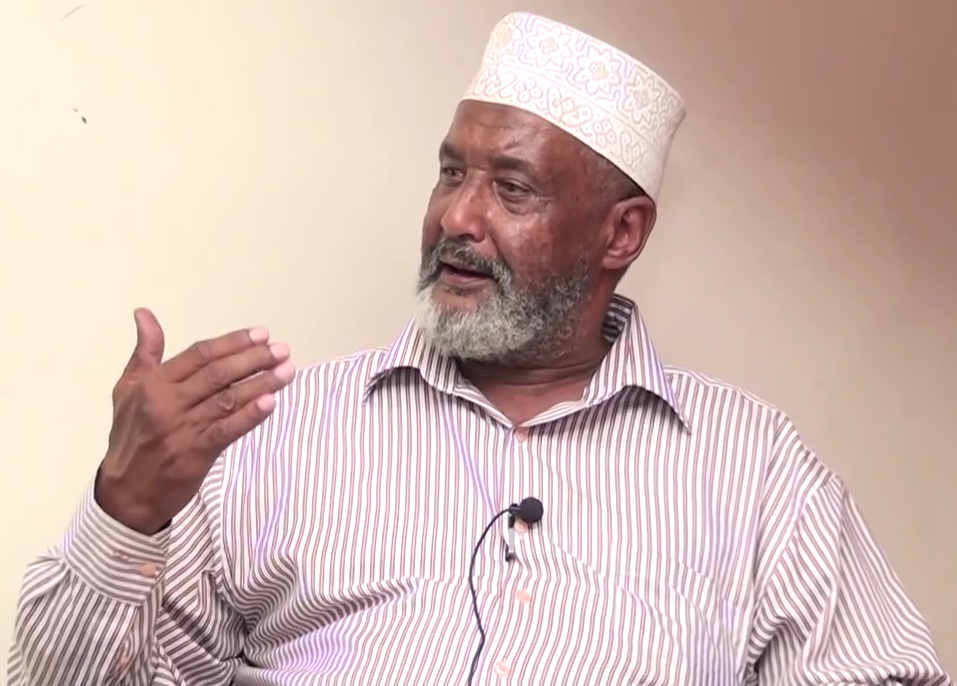
フセイン・モハメド

- フセイン・モハメド（英語版） - Eastleigh Business Associationの副会長
- モハメド・アミン - 報道カメラマン